# Famille de Riquet de Caraman
La famille de Riquet de Caraman est une famille originaire du Languedoc (Béziers), anoblie par lettre de relief en 1666.
Elle se divisa à la fin du XVIIIe siècle en deux branches : Riquet de Caraman (France) et Riquet de Caraman-Chimay (Belgique).
Elle fut illustrée par Pierre-Paul Riquet (1609-1680), qui conçut et exécuta le projet du canal du Midi.

## Histoire
Les généalogistes ne sont pas consensuels sur l'origine de cette famille, ni sur son rattachement possible à celle des Riquetti de Mirabeau. De même, les documents du Cabinet des Titres sont contradictoires à ce sujet. 
Certains auteurs, tels qu'Albert Révérend, indiquent que cette famille originaire d'Italie où elle portait le nom Arrighetti, s'établit à Marseille au XVe siècle et a pour auteur Honoré Riquety, dont le fils, Jean, premier consul de Marseille en 1562, aurait laissé, entre autres, Honoré, ancêtre des Riquetti de Mirabeau et Reynier qui se fixa à Béziers et aurait été l'ancêtre des Riquet de Caraman.
Henri Woëlmont de Brumagne et André Borel d'Hauterive estiment qu'il s'agit de deux familles entièrement différentes. 
Henri Jougla de Morenas écrit à ce sujet : « Chérin indique que la filiation prouvée ne peut être remontée au-delà de Nicolas Riquet, demeurant à Béziers, testant en 1597, et marié en 1565 à Béatrix Bordière et estime que tous les titres produits pour rattacher ce Nicolas aux Riquetti de Mirabeau sont très suspects. »
La famille Riquet fut anoblie par lettre de relief de dérogeance du 20 novembre 1666 et maintenue noble en 1670.
Henri Jougla de Morenas écrit sur cette maintenue : « selon Chérin, cette maintenue qui fait état de la noblesse de la famille jusqu'à une dérogeance qui serait survenue en 1586, ne fut obtenue que par la faveur ou la surprise. »
À la fin du XVIIIe siècle, la famille Riquet se divisa en deux branches : Riquet de Caraman (en France) et Riquet de Caraman-Chimay (en Belgique).

## Branches
Victor Maurice Riquet comte de Caraman (1727-1807), épousa en 1750 Marie Gabrielle d'Alsace de Hénin-Liétard (1728-1800), sœur et héritière de Charles d'Alsace de Hénin-liétard (1744-1794) dernier prince de Chimay et du Saint-Empire. Ils eurent deux fils qui formèrent les deux branches dites Riquet de Caraman et Riquet de Caraman-Chimay.
Branche de Caraman (France)

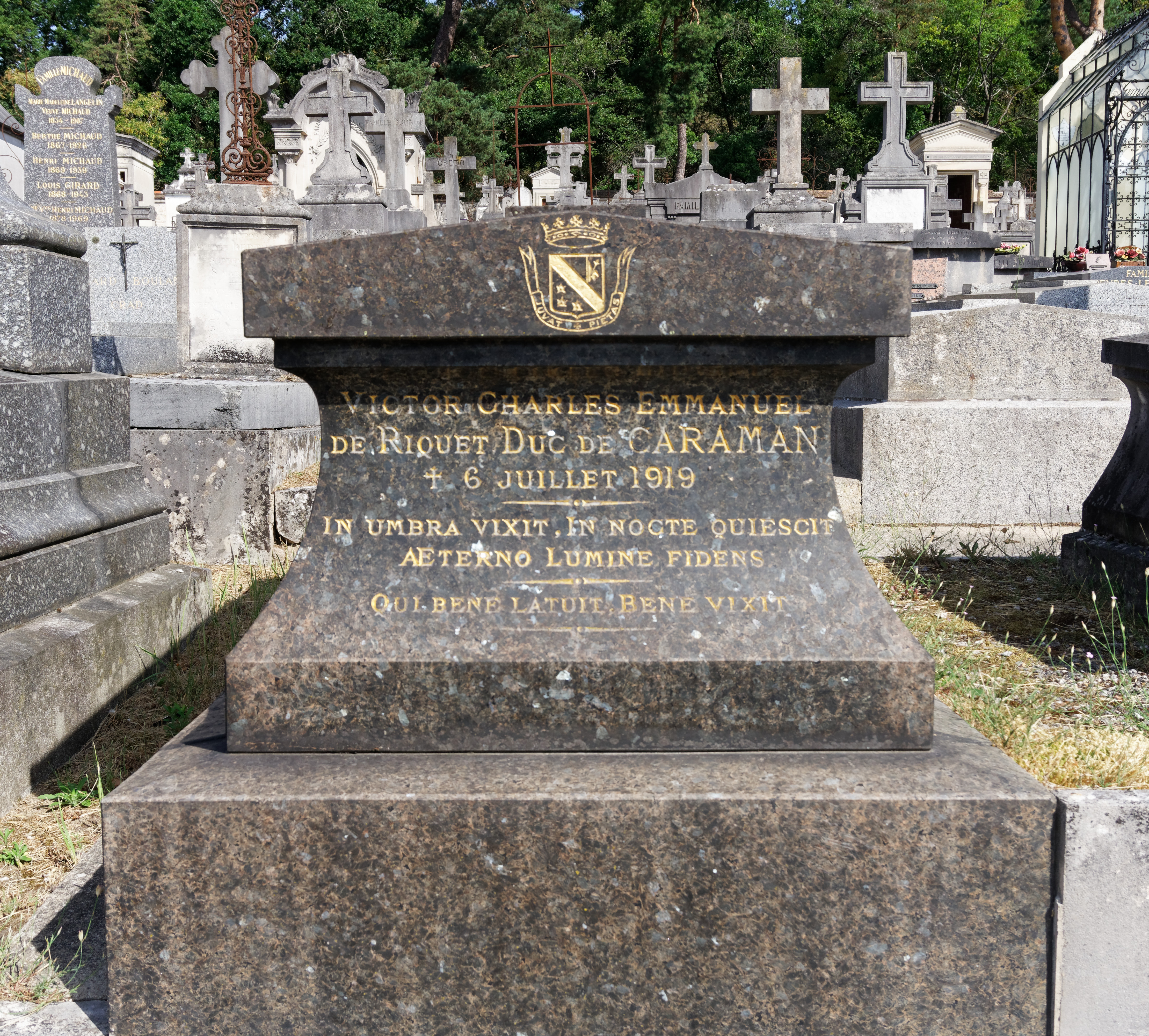
Tombe de Victor-Charles-Emmanuel Riquet de Caraman

- Cette branche reçut le titre de duc-pair héréditaire par ordonnance du 10 mai 1830, non suivie de lettres patentes : c'est donc un titre irrégulier parce qu'incomplet[1].
- Le titre ducal fut toutefois confirmé par décret impérial du 19 juin 1869 et lettres du 4 mai 1870, en faveur de Victor-Charles-Emmanuel Riquet de Caraman. Il mourut célibataire le 6 juillet 1919 et le titre ducal s'éteignit avec lui[1].

Le titre de « duc de Caraman » a toutefois été repris proprio motu par la descendance de son frère.
Branche de Caraman-Chimay (Belgique)
- François-Joseph Riquet de Caraman (1771-1843), fut reconnu prince de Chimay par diplôme du roi des Pays-Bas du 21 septembre 1824[1].
- Titre de prince de Caraman reconnu en Belgique par lettres du roi des Belges le 20 avril 1856 et 15 mars 1867[1].
- Par lettres patentes du roi des Belges du 5 octobre 1889, toute la descendance masculine est autorisée à porter le titre de prince de Caraman-Chimay et toute la descendance féminine celui de comtesse de Caraman-Chimay[1].
- Actuellement Philippe de Riquet de Caraman Chimay est le 22e prince de Chimay.

## Personnalités
Branche de Caraman (France)
- Pierre-Paul Riquet, baron de Bonrepos (1609-1680), qui supervisa la construction du canal du Midi. Marié en 1638 à Catherine de Milhau, il obtint des Lettres de réhabilitation de noblesse en 1666 et fut maintenu noble en 1670.
- Pierre-Paul Riquet (1644-1730), lieutenant général des armées du roi
- Victor Maurice de Riquet de Caraman (1727-1807), dit le marquis de Caraman (par courtoisie), lieutenant-général des armées du roi, marié en 1750 Marie-Anne d'Alsace de Hénin-Liétard, princesse de Chimay et du Saint-Empire.
- Louis Charles Victor de Riquet de Caraman (1762-1839), diplomate français ;
- Victor Marie Joseph Louis Riquet de Camaran (1786-1837), colonel du régiment d'artillerie à cheval de la Garde royale (fils du précédent)
- Maurice Gabriel de Riquet de Caraman (1765-1835), militaire français ;
- Adolphe de Riquet de Caraman (1800-1876), explorateur français ;
- Georges-Ernest-Maurice de Riquet de Caraman (1845-1931), homme politique ;

Branche de Caraman-Chimay (Belgique)
- François Joseph de Riquet de Caraman-Chimay (1771–1843), prince de Chimay (titre des Pays-Bas 1824)
- Joseph de Riquet de Caraman-Chimay (1808-1886) ;
- Joseph de Riquet de Caraman-Chimay (1836-1892) ;
- Marie-Clotilde-Élisabeth Louise de Riquet de Caraman-Chimay ;
- Valentine de Riquet de Caraman-Chimay ;
- Élisabeth de Riquet de Caraman-Chimay

## Armes
D'azur à la bande d'or accompagnée en chef d'une demi-fleur de lys d'or défaillante à dextre fleuronnée du même et en pointe de trois roses d'argent posées en orle.